# Gin gin mule
Gin gin mule anche detto London Mule, è un cocktail, variante del Moscow mule, che si ottiene sostituendo la vodka con il gin (tipico distillato britannico). Nonostante il gin abbia un gusto ben più deciso della vodka, questa variante mantiene un buon equilibrio dei sapori.

## Storia
Il cocktail vede la sua creazione nel 1991, per opera di Audrey Saunders.